# Бертники

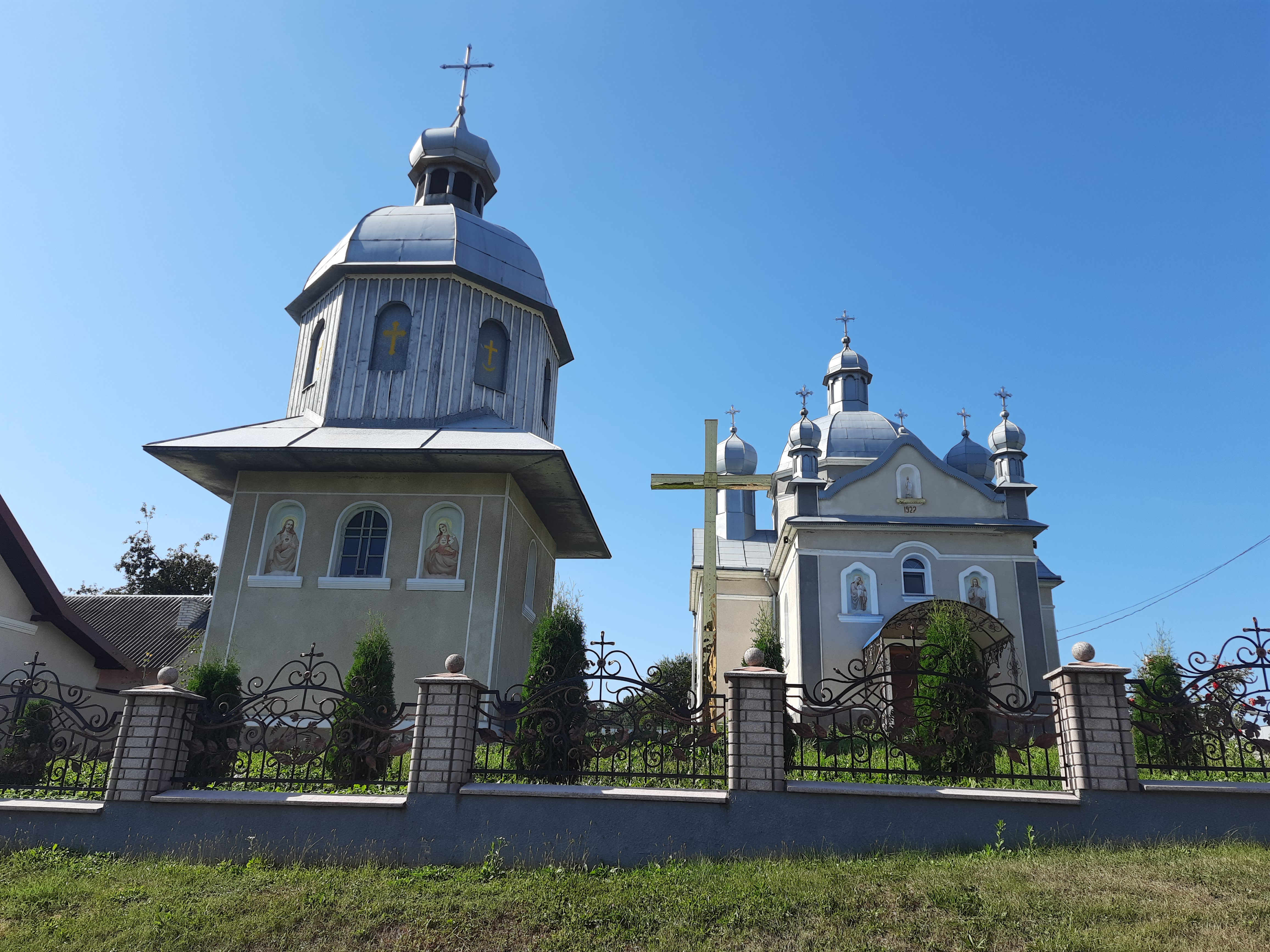
Церква Святого Михаїла

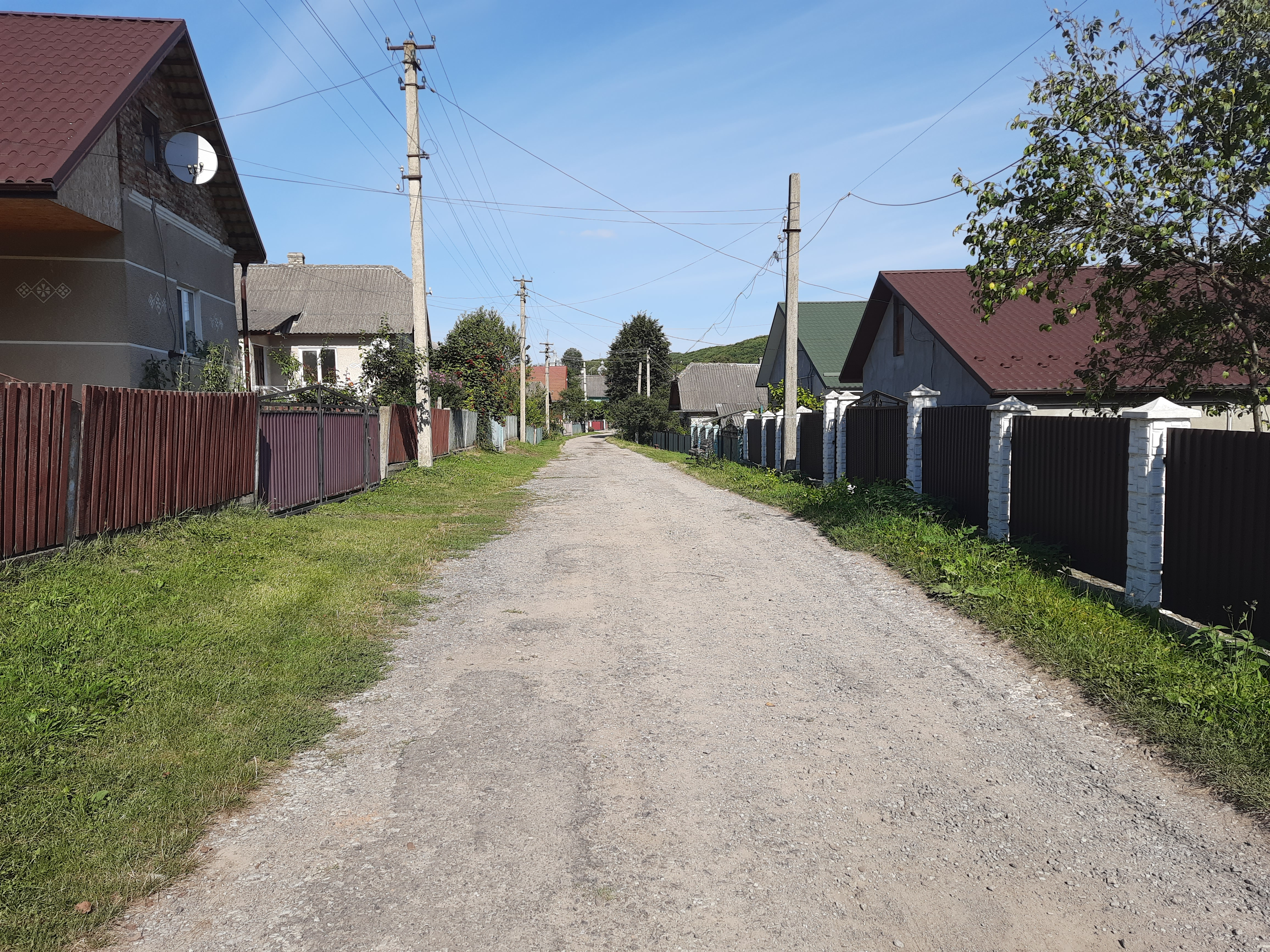
Сільська вулиця

Бе́ртники — село в Україні, у Монастириській міській громаді Чортківського району Тернопільської області. До 2020 центр Бертниківської сільської ради. Населення — 385 осіб (2014).

## Назва
У радянський період, у 1977 році, село було перейменоване на Лісове. У 1991 році Бертникам повернено історичну назву. 

## Географія
Село розташоване на сході району, на березі річки Бертничка (ліва притока Коропця, басейн Дністра). Від Бертників до  центру громади міста Монастириська 5 кілометрів та найближчої залізничної станції Бучач — 15 кілометрів.
Площа села становить 2,27 кв. км.
Сусідні населені пункти:

### Клімат
Для села характерний помірно континентальний клімат. Бертники розташовані у «холодному Поділлі» — найхолоднішому регіоні Тернопільської області.

## Історія
13 січня 1444 р.: брати Кунрад та Панерат з Бердників (лат. Cunrado et Panerath de Berdniky) згадані в записці №1263 Галицького земського суду, що свідчить про існування поселення Бердники (або Бертники).
Ще одна писемна згадка — 1454 р.
Під час національно-визвольної війни українського народу під проводом Б. Хмельницького жителі брали участь у військових діях.
1920-1930-ті працювали товариства «Просвіта», «Луг», «Рідна школа», «Союз українок», «Сільський господар», кооператива.
Протягом 1962–1966 село належало до Бучацького району.
1977—1991 Бертники мали назву Лісове.
12 червня 2020 року, відповідно до розпорядження Кабінету Міністрів України № 724-р «Про визначення адміністративних центрів та затвердження територій територіальних громад Тернопільської області» увійшло до складу Монастириської міської громади.
19 липня 2020 року, в результаті адміністративно-територіальної реформи та ліквідації Монастириського району, село увійшло до складу Чортківського району.

## Політика

### Парламентські вибори, 2019
На позачергових парламентських виборах 2019 року у селі функціонувала окрема виборча дільниця № 610713, розташована у приміщенні дитячого садка.
Результати
- зареєстровано 299 виборців, явка 63,88%, найбільше голосів віддано за «Слугу народу» — 30,37%, за Всеукраїнське об'єднання «Батьківщина» — 13,09%, за Радикальну партію Олега Ляшка — 11,52%.[6] В одномандатному окрузі найбільше голосів отримав Микола Люшняк (самовисування) — 50,53%, за Ігоря Сопеля (Слуга народу) — 13,83%, за Володимира Бліхаря (Всеукраїнське об'єднання «Батьківщина») — 11,17%[7].

## Населення
За переписом населення України 2001 року в селі мешкало 448 осіб. У 2014 — 385 осіб. У 2014 році було 114 дворів.

### Мова
Розподіл населення за рідною мовою за даними перепису 2001 року:
| Мова       | Кількість | Відсоток |
| ---------- | --------- | -------- |
| українська | 448       | 99.56%   |
| російська  | 2         | 0.44%    |
| Усього     | 450       | 100%     |

## Релігія
- церква святого Михайла (1928; кам'яна).

## Освіта
Діяли загальноосвітня школа І ступеня, бібліотека.

## Охорона здоров'я

### Епідемія коронавірусу
Станом на 29 березня 2020 року в селі було інфіковано 1 особу COVID-19 (і 44 в районі).

## Культура
У селі є клуб.

## Відомі люди

### Народились
- Богдан Бойчук — поет.
- Ґудзик Василь «Оріх» (*5.03.1927 — †15.08.2007, м. Філадельфія, штат Пенсільванія, США) — ройовий, чотовий сотні «Ударник-5» куреня «Лемківський» ТВ 26 «Лемко» ВО 6 «Сян» (1944—1948), командир сотні «Басейн» ТВ 24 «Маківка» ВО 4 «Говерля» (05.-10.1949), член Об'єднання колишніх вояків УПА США і Канади, голова станиці ОКВ у м. Філадельфія, голова контрольної комісії ГУ ОКВ. Старший вістун (?), хорунжий (2.09.1948) УПА; відзначений Срібним хрестом бойової заслуги 1 класу (20.07.1950)[11].